# リトルエンジェルス芸術団

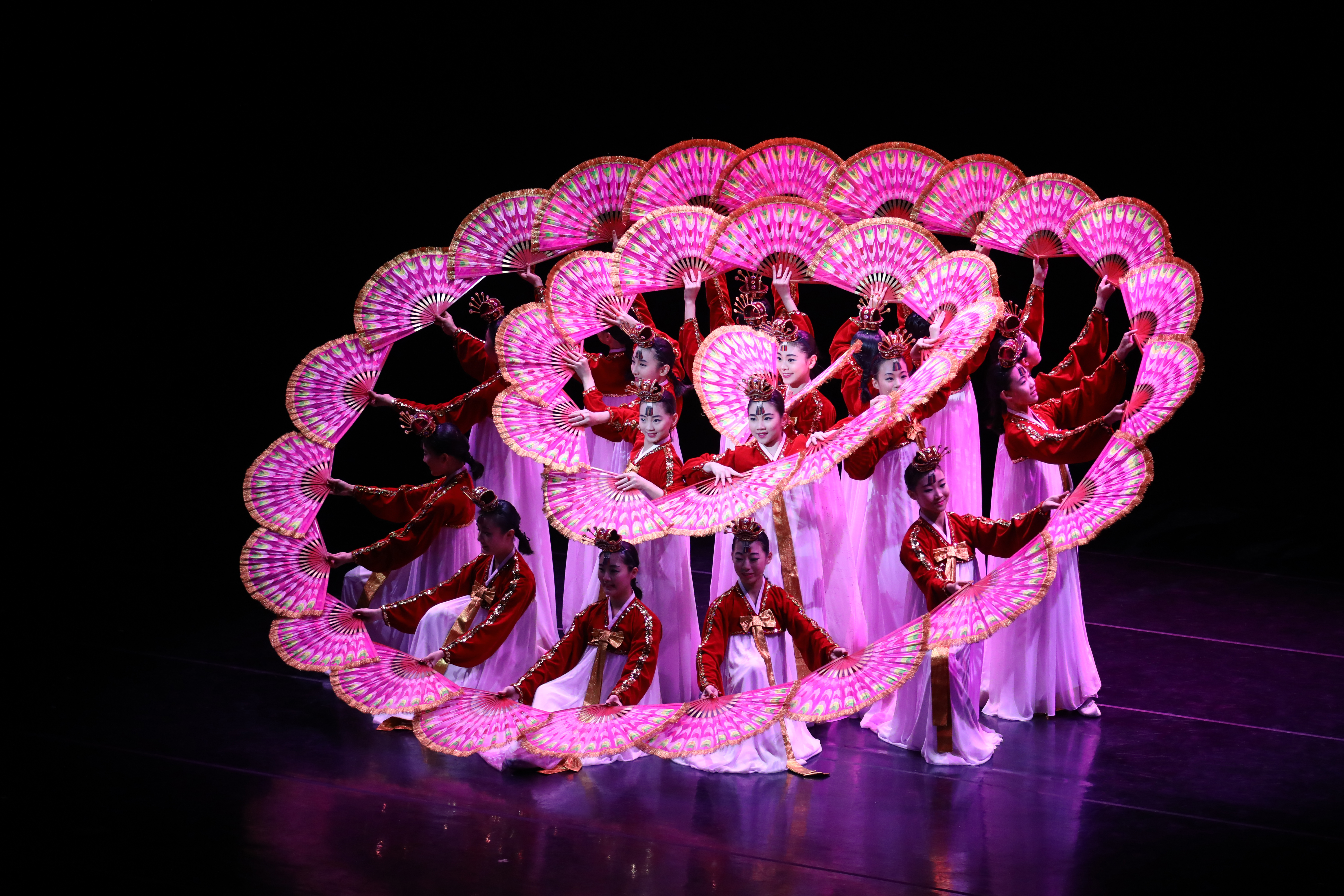
扇の舞を披露するリトルエンジェルス

リトルエンジェルス芸術団（The Lttle Angels 、리틀엔젤스예술단)は韓国の少女民族芸術団。
1962年5月5日に文鮮明と韓鶴子が創設した「仙和子供舞踊団」を前身とする。文鮮明の側近の朴普煕がウィーン少年合唱団を公演を聴いたときに、リトルエンジェルスの構想が浮かんだとされる。教団と朴普煕は1964年に「韓国文化自由財団」をワシントンD.C.に設立すると、財団の資金稼ぎの一つとして、リトルエンジェルスの全米巡回公演を始めた。1970年代、KCIA（大韓民国中央情報部）の資金運びに使われていたことが米国で明るみになった。統一教会（現・世界平和統一家庭連合）の日本の初代会長の久保木修己が理事長を務めた。
団員は小・中学生で構成されている。 本部事務所はソウル広津区陵洞（ヌンドン） 。米国のニクソン大統領などの世界各国の国家元首、イギリスの王室・エリザベス2世、日本の皇族の前で公演している。

## 役員
- 鄭壬順（チョン・イムスン） - 団長[8]。天務院副院長の鄭元周（チョン・ウォンジュ）は鄭壬順の実妹。世界日報（韓国）社長の鄭熙澤（チョン・ヒテク）は鄭壬順の兄弟[9][10]。

- 朴普煕 - 朴がウィーン少年合唱団を公演を聴いたときに、リトルエンジェルスの構想が浮かんだとされる[3]。元総裁[4]。

- 文薫淑 - 文は朴普煕の娘でバレリーナ。リトルエンジェルスの責任者を務めた[11]。

- 久保木修己 - 元理事長[5]。

## 歴史
- 1962年

5月5日 - 「仙和子供舞踊団」として創設。
- 1968年

メキシコ・オリンピック民族芸術祭に韓国政府代表の一員として参加。
- 1970年

9月30日 ロサンゼルス市が「リトルエンジェルスの日」を制定。
12月18日 ニクソン大統領の招請で米, 英二人の国家元首(ニックス, ヒース)のための公演。
- 1971年

11月 英国王室 エリザベス女王のための御前特別公演
- 1976年

7月27日-29日 アメリカ独立200周年祝賀特別公演（ワシントンケネディセンター)
- 1981年

11月  リトルエンジェルス芸術会館が完成。
- 1996年

1月4日-1月28日 日本で公演（青森, 仙台, 新潟, 東京など）。
7月31日-8月18日 イスラエルで公演(テルアビブ, ハイファ, エルサレムなど 4ヶ都市で計10回)。
- 1997年

1月4日-2月1日 日本で公演（福岡, 広島. 長崎, 名古屋, 大阪, 東京など 11ヶ都市で計16回）。
7月20日-8月23日 ブラジル, パラグアイ, ウルグアイ, アルゼンチンなどで 7か都市で公演（計22回）。
8月4日-8月31日 日本で公演（北海道, 仙台, 青森, 東京など日本列島 13かで計17回）。
- 1998年

1月12日-1月31日 日本で公演（福岡, 岡崎市, 名古屋, 大阪, 東京など12ヶ都で計15回）。
5月1日-5月12日 北朝鮮（朝鮮民主主義人民共和国）平壌で計3回公演。
7月22日-8月20日 日本で公演（長野, 千葉, 北海道, 大阪, 東京, 名古屋など10か都市で計16回公演）。
- 1999年

8月4日-8月23日 日本で公演（東京, 福岡, 神戸, 静岡, 新潟など 9か都市）。
- 2003年

10月23日-10月27日 中国上海市の東方明珠電視塔広場特設舞台、上海大劇院で公演。
- 2004年

2月4日-2月20日 日本で公演。
2月9日-3月5日 アメリカで公演。
7月14日-7月17日 中国で公演。
- 2005年

7月26日-8月13日 日本で公演。
- 2006年

11月7日-11月15日 トルコのアンタルヤで公演。
- 2007年

1月10日-1月30日 アメリカ5か都市で公演。
7月25日-8月8日 日本で公演。
7月28日-8月13日 日本で公演（宮城、群馬、東京, 福島県, 千葉など 7ヶ都市）
11月21日-11月28日 フランスパリで公演。
- 2008年

7月29日-8月13日 日本の8か都市で公演。
- 2010年

6月6日-7月9日 ｢国連軍参戦16ヵ国巡回講演」でアメリカ、カナダ、コロンビアで公演。
- 2013年

７月 朝鮮戦争休戦60周年記念行事特別公演（米ホワイトハウス・国防総省主管）
- 2015年

11月22日‐12月4日 日韓国交正常化50周年 リトルエンジェルスー日本公演ー （神戸ポートピアホール）
- 2018年

7月30日‐8月4日 Hamina Tattoo フェスティバル フィンランドで公演
- 2019年

7月3日‐7月12日 コロンビア独立200周年記念 リトルエンジェルス 友好公演（外交部主催）
- 2022年

1月13日‐23日 ドバイ国際博覧会 アラブ首長国連邦にて公演
12月1日‐2日 リトルエンジェルス芸術団 創立60周年 記念公演 世宗文化会館にて公演